# Coats (Karolina Północna)
Coats – miasto w Stanach Zjednoczonych, w stanie Karolina Północna, w hrabstwie Harnett.